# Diocesi di Auzia
La diocesi di Auzia (in latino: Dioecesis Auziensis) è una sede soppressa e sede titolare della Chiesa cattolica.

## Storia
Auzia, corrispondente alla città di Sour El Ghozlane (Aumale in epoca coloniale), nel distretto omonimo in Algeria, è un'antica sede episcopale della provincia romana della Mauritania Cesariense.
Un epitaffio scoperto nel sito e databile al 227 indicherebbe una presenza cristiana significativa ad Auzia già nei primi anni del III secolo.
Nessun vescovo è noto di questa sede. Tuttavia, secondo Mesnage, il vescovo donatista Donato, menzionato nel 411 come episcopus Auzensis o Buzensis, potrebbe appartenere a questa diocesi.
Dal XVII secolo Auzia è annoverata tra le sedi vescovili titolari della Chiesa cattolica; dal 22 maggio 2010 il vescovo titolare è Frank Richard Spencer, vescovo ausiliare dell'ordinariato militare negli Stati Uniti d'America.

## Cronotassi dei vescovi titolari
- Antoine de Coues † (15 marzo 1604 - 1616 succeduto vescovo di Condom)
- Jacques de Bourges, M.E.P. † (27 novembre 1679 - 9 agosto 1714 deceduto)
- Lorenzo Taranco Mujaurrieta † (27 febbraio 1736 - 8 marzo 1745 nominato vescovo di Gerona)
- Peter Creagh † (12 aprile 1745 - 1750 succeduto vescovo di Waterford e Lismore)
- Vincenzo Sangermano, B. † (14 febbraio 1792 - 28 luglio 1819 deceduto)
- John McLaughlin † (21 febbraio 1837 - 18 agosto 1840 succeduto vescovo di Derry)
- Vincenzo Bufi Bocci † (15 febbraio 1838 - 21 luglio 1850 deceduto)
- Giovanni Battista Arnaldi † (18 marzo 1852 - 7 marzo 1853 nominato arcivescovo di Spoleto)
- Vitale Galli † (5 luglio 1875 - 9 gennaio 1876 succeduto vescovo di Narni)
- Antonio Piterà † (20 marzo 1877 - 10 maggio 1913 deceduto)
- Francis Hong Yong-ho † (24 marzo 1944 - 10 marzo 1962 nominato vescovo di Pyongyang)
- Francisco Xavier Gillmore Stock † (4 settembre 1962 - 27 maggio 1990 deceduto)
- Markijan Trofym'jak (16 gennaio 1991 - 25 marzo 1998 nominato vescovo di Luc'k)
- Ludwig Schick (20 maggio 1998 - 28 giugno 2002 nominato arcivescovo di Bamberga)
- Dominique Marie Jean Denis You (11 dicembre 2002 - 8 febbraio 2006 nominato vescovo di Santíssima Conceição do Araguaia)
- Jaroslav Pryriz, C.SS.R. (2 marzo 2006 - 21 aprile 2010 confermato eparca coadiutore di Sambir-Drohobyč)
- Frank Richard Spencer, dal 22 maggio 2010